# 河东台（乙）遗址
河东台(乙)遗址，位于中国青海省尖扎县昂拉乡河东村，为青海省市县级文物保护单位，公布日期为1986年9月16日，类型为古遗址。
河东台(乙)遗址的历史年代为马家窑类型、马厂类型。